# Capitella hermaphrodita
Capitella hermaphrodita är en ringmaskart som beskrevs av Boletzky och Dohle 1967. Capitella hermaphrodita ingår i släktet Capitella och familjen Capitellidae. Arten har ej påträffats i Sverige. Inga underarter finns listade i Catalogue of Life.